# Vladímir Arzamáskov
Vladímir Ivánovich Arzamáskov, (en ruso: Владимир Иванович Арзамасков) (7 de abril de 1951, Volgogrado, Rusia - agosto de 1986) fue un jugador de baloncesto de la URSS.

## Clubes
- 1969-1977 BC Spartak Leningrado
- 1977-1979 CSKA Moscú
- 1979-1981 SKA Kiev